# Olavi Pesonen

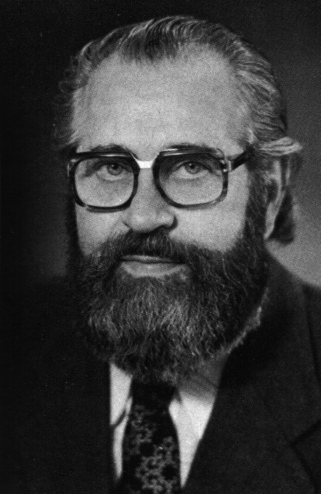
Olavi Pesonen.

Olavi Pesonen, född 8 april 1909 i Helsingfors, död 11 november 1993, var en finländsk kompositör, organist, musikkritiker och musikpedagog.

## Biografi
Pesonen studerade fram till 1932 under Ilmari Krohn och Leevi Madetoja vid Helsingfors universitet. Han fortsatte sedan sin utbildning vid Kyrkomusikaliska institutet Helsingfors. Därefter studerade han från 1934 vid Konservatoriet i Helsingfors, där han 1938 förvärvade diplomexamen i orgelspelning. Han avslutade sin utbildning med Arthur Willner i Wien (1937), Günther Ramin i Leipzig (1939), Joseph Marx i Salzburg (1943) och Mátyás Seiber i London (1947-1952).
Från 1933 till 1946 arbetade Pesonen som musiklärare i Helsingfors och fram till 1956 undervisade han sedan vid Sibelius-Akademin. Han var också 1935-1941 kördirigent samt organist 1946-1955. Från 1956 till 1959 var han lektor vid Lärarhögskolan, varefter han var inspektör inom den finska skolmyndigheterna. Från 1962 till 1964 var han ordförande för sammanslutningen Nordiska Kompositörer.
Pesonen, som ursprungligen stod för traditionell romantik, överskred med en uttalad kromaticism gränserna för klassisk tonalitet, såsom Fuga fantastica för orkester från 1948. Liksom denna var hans två symfonier (1950 och 1952) starkt påverkade av fugateknik. Hans första symfoni hade stor framgång på Nordiska Musikfestivalen 1951 i Köpenhamn. Utöver andra orkesterverk, som en svit och en ouvertyr, komponerade Pesonen också vokalmusik. Nämnas kan särskilt Ajat menevät eellehen, ett stycke för blandad kör a cappella ur Kalevala från 1935 och den andliga solosångcykeln Gott! Wirf mich nicht zu Deinen Steinen, som har sitt ursprung under hans studietid i London och gavs ut 1953.